# Айхштеген
Айхштеген (нем. Eichstegen) — община в Германии, в земле Баден-Вюртемберг.
Подчиняется административному округу Тюбинген. Входит в состав района Равенсбург. Подчиняется управлению Альтсхаузен.  Население составляет 508 человек (на 31 декабря 2010 года). Занимает площадь 14,24 км².